# 坂倉建築研究所
株式会社坂倉建築研究所（さかくらけんちくけんきゅうしょ）とは、ル・コルビュジエの弟子、坂倉準三が1940年に創設した坂倉準三建築研究所が、坂倉準三の死去に伴い1969年に株式会社化し設立した建築設計事務所。会長は坂倉竹之助。

## 沿革
- 1940年　坂倉準三建築研究所を設立
- 1948年　坂倉準三建築研究所大阪支所を開設（現大阪事務所）西澤文隆支所長に。
- 1967年　合資会社坂倉建築研究所設立
- 1969年　坂倉準三の死去により、株式会社坂倉建築研究所を設立
- 2002年　株式会社坂倉建築研究所広島事務所を開設

## 建築学会賞・受賞作品
- 1955年　国際文化会館 1961年日本建築学会賞（坂倉準三，前川国男，吉阪隆正　コルビュジエの３人の弟子によるもの）
- 1959年　羽島市庁舎　1961年日本建築学会賞（坂倉準三）
- 1969年　大阪府立総合青少年野外活動センター　1967年日本建築学会賞（西澤文隆，山西嘉雄，太田隆信，吉田好伸）
- 1976年　東京都立夢の島総合体育館　1977年日本建築学会賞（阪田誠造）
- 1980年　工業技術院機械技術研究所　1980年日本建築学会賞（業績賞）
- 1966年-1985年　新宿西口広場及び駐車場　1968年日本建築学会賞（業績賞）
- 2005年　大阪市中央公会堂の保存・再生　2006年日本建築学会賞（業績賞）

## OB
- 芦原義信
- 山崎泰孝
- 阪田誠造
- 太田隆信
- 戸尾任宏
- 水谷硯之
- 室伏次郎
- 東孝光
- 池辺陽
- 早川正夫
- 長大作
- 柴田陽三
- 阿部勤
- 長部稔
- 篠田義男

## 坂倉建築研究所と関係の深い人物
- ル・コルビュジエ
- シャルロット・ペリアン
- 柳宗理
- SPHERE of INFLUENCE